# Záboří (ort i Tjeckien, Mellersta Böhmen)
Záboří är en ort i Tjeckien.   Den ligger i regionen Mellersta Böhmen, i den centrala delen av landet, 70 km öster om huvudstaden Prag. Záboří ligger 202 meter över havet och antalet invånare är 785.
Terrängen runt Záboří är platt. Runt Záboří är det ganska tätbefolkat, med 134 invånare per kvadratkilometer. Närmaste större samhälle är Kolín, 10,7 km väster om Záboří. Trakten runt Záboří består till största delen av jordbruksmark.